# Júnior Maranhão
Júnior Maranhão (sinh ngày 17 tháng 6 năm 1977) là một cầu thủ bóng đá người Brasil.

## Sự nghiệp câu lạc bộ
Júnior Maranhão đã từng chơi cho Oita Trinita.

## Thống kê câu lạc bộ

### J.League
| Đội          | Năm       | J.League | J.League | J.League Cup | J.League Cup | Tổng cộng | Tổng cộng |
| Đội          | Năm       | Trận     | Bàn      | Trận         | Bàn          | Trận      | Bàn       |
| ------------ | --------- | -------- | -------- | ------------ | ------------ | --------- | --------- |
| Oita Trinita | 2007      | 11       | 0        | 6            | 0            | 17        | 0         |
| Tổng cộng    | Tổng cộng | 11       | 0        | 6            | 0            | 17        | 0         |